# Ctenus yaeyamensis
Ctenus yaeyamensis är en spindelart som beskrevs av Yoshida 1998. Ctenus yaeyamensis ingår i släktet Ctenus och familjen Ctenidae. Inga underarter finns listade i Catalogue of Life.